# 高木駅 (埼玉県)
高木駅（たかぎえき）は、かつて埼玉県北足立郡馬宮村（現・さいたま市西区）大字西遊馬に存在した、西武鉄道大宮線の停留場。

## 概要
芝地駅から東へまっすぐ進み、緩やかに北東寄りに向きを変えたところにあった。上江橋ゴルフ練習場の中心を通り、上江橋モータースクールの南を通る道が軌道に相当した。
大宮線の交換可能停留場について文献によりばらつきがある中で、開業当時から列車交換が可能であったことが確実な停留場である。

## 歴史
- 1906年（明治39年）4月16日：川越電気鉄道により開業。
- 1914年（大正3年）12月：会社合併に伴い、武蔵水電川越東線の停留場となる。
- 1922年（大正11年）
  - 6月1日：会社分離に伴い武蔵鉄道（後の西武鉄道）の停留場となる。
  - 11月17日：川越東線の線名改称に伴い、大宮線の停留場となる。
- 1927年（昭和2年）8月28日 - 9月3日：車庫火災により運休。
- 1940年（昭和15年）12月20日：大宮線休止。
- 1941年（昭和16年）2月25日：大宮線の廃線に伴い廃止となる。

## 廃線後の状況
停留場そのものの痕跡は存在しないが、荒川を越えてしばらく東へ進んだところから廃線跡が出現する。
起点は上江橋の東詰、ゴルフ場のために明瞭でないが、ゴルフ場の外周の道から練習場の中央を通って高木集落へ向かう道が廃線跡となる。本来はこの道が県道に交わり、川越線をアンダークロスすることになるが、荒川の堤防のために道が寸断されており、その部分の廃線跡も破壊されている。

## 隣の駅
西武鉄道
大宮線
芝地駅 - 高木駅 - 西遊馬駅